# جوزيف س. بابا
جوزيف س. بابا (بالإنجليزية: Joseph C. Papa)‏ هو كبير الإداريين التنفيذيين أمريكي، ولد في عقد 1950 في كونيتيكت في الولايات المتحدة.